# 塔彭斯普林斯
塔彭斯普林斯，美国佛罗里达州皮尼拉斯县的一个城市。总人口23,484(2010年)。 塔彭斯普林斯为希腊裔美国人人口比例最高的美国城市。总面积16.9(44 km2)，其中陆地面积9.1平方英里(24 km2) ，水域面积7.7平方英里(20 km2)，占 45.83%。